# Crystal Style
Crystal Style è il quinto album in studio della cantante giapponese Crystal Kay, pubblicato nel 2005.

## Tracce
1. Bye My Darling! – 4:03
2. Make You Mine – 2:41
3. Bet You Don't Know – 4:36
4. Kiss – 5:30
5. Tears – 4:59
6. Love It Take It – 3:26
7. & Brand-New – 4:02
8. Flowers – 5:41
9. Magic – 3:39
10. We Gonna Boogie – 3:59
11. Baby Cop (feat. Mummy-D) – 5:07
12. MY Everything – 5:35
13. Home Girls – 4:13
14. Make You Mine (English Version; First press bonus track) – 2:39